# باغوريا (رودوبي)
باغوريا (Παγούρια) هي مدينة في رودوبي في مقاطعة فوريا إلادا في اليونان.